# Scheletro di Atacama
Lo scheletro di Atacama (a volte indicato come Ata) sono i resti di un feto umano deforme lungo 15 cm, ritrovato nel 2003 nel deserto di Atacama in Cile. Le vistose deformità causate da patologie congenite hanno alimentato teorie pseudoscientifiche in merito a una presunta origine extraterrestre. In questo ambito è noto come umanoide di Atacama. Analisi del DNA effettuate nel 2012 hanno confermato che si tratta di un feto umano, probabilmente un indigeno sudamericano affetto da oxicefalia.
Nel 2013 gli è stato dedicato il documentario Sirius del regista Amar Kaleka, con la voce narrante di Thomas Jane.

## Caratteristiche
Il feto, attualmente conservato presso una collezione privata in Spagna, è largo poco più di 12 centimetri e lungo 15. Presenta un cranio più grande del normale rispetto al corpo, con una protuberanza su di esso. I suoi denti sono duri e affilati, il corpo è squamoso e scuro, coperto di tartaro e con 10 costole, rispetto alle 12 normalmente presenti. Le mani e i piedi non sono pienamente ossificati. Inizialmente si pensava che fosse più antico, ma i resti sono stati datati agli ultimi decenni grazie alle quantità di DNA ritrovate, adatte per l'analisi scientifica.
Considerata la sutura frontale del cranio, molto aperta, le mani e i piedi, l'anatomista e paleontologo William L. Jungers ha affermato che potrebbe trattarsi di un feto nato prematuramente o morto poco dopo la nascita. Un'ipotesi alternativa, operata dall'immunologo Gary Nolan, Ata presentava una serie di malattie genetiche che portarono alla sua morte. Inoltre, Nolan suppose che soffrisse di nanismo, anche se studi successivi hanno dimostrato l'infondatezza di questa ipotesi. Il pediatra e radiologo Ralph Lachman affermò che il nanismo non riuscirebbe a spiegare tutte le caratteristiche di Ata.

## La scoperta e le speculazioni ufologiche
Il corpo fu scoperto da Oscar Muñoz approssimativamente tra l'agosto e l'ottobre del 2003 nel deserto di Atacama (da cui deriva il nome), mentre cercava oggetti di valore in una chiesa abbandonata nella città di La Noria in Cile, un posto abbandonato a 56 chilometri da Iquique, nelle immediate vicinanze di alcuni uffici. Il piccolo era avvolto da un panno bianco legato da un nastro viola.
Il primo a fotografare lo scheletro fu Alejandro Dávalos, un collezionista come Muñoz a cui mostrò il corpo. Dávalos inviò le fotografie ai rappresentanti dell'organizzazione Aion che si occupa di ufologia. Pochi giorni dopo, lo scopritore si recò nuovamente a Iquique e vendette il corpo per trenta mila peso cileni (circa 400 euro) ad un uomo d'affari, suo cliente. 
La prima pubblicazione del ritrovamento fu pubblicata sul quotidiano El Mercurio de Antofagasta il 9 ottobre 2003 e l'umanoide era di proprietà di un collezionista che non voleva essere nominato. Poco tempo dopo che si venne a conoscenza del caso, la televisione cilena Chilevisión realizzò uno speciale televisivo che attirò l'attenzione di fan e ufologi nell'area della scoperta. Tra i primi c'era Rodrigo Fuenzalida, leader di Aion e dipendente di Chilevisión che negava che la creatura potesse avere origini aliene. Successivamente, il biologo Walter Seinfeld, capo del dipartimento di Biologia Marina all'Università Arturo Prat, dopo aver visto le immagini, affermò che si trattava sicuramente di un mammifero e di un essere umano il quale aveva abortito, chiedendo ai proprietari di consegnarlo.
L'attuale proprietario è Ramón Navia-Osorio, un imprenditore di Barcellona e capo dell'organizzazione IIEE che si occupa di ufologia.